# Бур-Сент-Андеоль
Бур-Сент-Андео́ль (фр. Bourg-Saint-Andéol, окс. Lo Borg Sant Andiòu) — коммуна во Франции, находится в регионе Рона — Альпы. Департамент коммуны — Ардеш. Главный город кантона Бур-Сент-Андеоль. Округ коммуны — Прива.
Код INSEE коммуны 07042.

## Климат
Бур-Сент-Андеоль не имеет своей метеостанции, ближайшая расположена в Монтелимаре.
| Показатель                                 | Янв. | Фев. | Март | Апр. | Май  | Июнь | Июль | Авг. | Сен.  | Окт.  | Нояб. | Дек. | Год   |
| ------------------------------------------ | ---- | ---- | ---- | ---- | ---- | ---- | ---- | ---- | ----- | ----- | ----- | ---- | ----- |
| Средний максимум, °C                       | 7,7  | 9,8  | 13,3 | 16,7 | 21,1 | 25,1 | 28,9 | 27,9 | 24,1  | 18,5  | 11,9  | 7,8  | 17,7  |
| Средняя температура, °C                    | 4,5  | 6,0  | 8,6  | 11,6 | 15,5 | 19,3 | 22,5 | 21,7 | 18,6  | 14,0  | 8,3   | 4,9  | 13,0  |
| Средний минимум, °C                        | 1,2  | 2,3  | 3,9  | 6,5  | 9,9  | 13,5 | 16,1 | 15,6 | 13,2  | 9,4   | 4,8   | 1,9  | 8,2   |
| Норма осадков, мм                          | 67,4 | 74,7 | 71,4 | 73,3 | 88,7 | 56,3 | 35,3 | 69,6 | 107,8 | 121,8 | 79,9  | 67,1 | 913,3 |
| Источник: Relevés infoclimat de Montélimar |      |      |      |      |      |      |      |      |       |       |       |      |       |

## Население
Население коммуны на 2008 год составляло 7324 человека.
| 1962 | 1968 | 1975 | 1982 | 1990 | 1999 | 2008 |
| ---- | ---- | ---- | ---- | ---- | ---- | ---- |
| 4400 | 7102 | 6861 | 7400 | 7795 | 7768 | 7324 |

## Экономика
В 2007 году среди 4520 человек в трудоспособном возрасте (15-64 лет) 2993 были экономически активными, 1527 — неактивными (показатель активности — 66,2 %, в 1999 году было 63,8 %). Из 2993 активных работали 2459 человек (1433 мужчины и 1026 женщин), безработных было 534 (233 человек и 301 женщина). Среди 1527 неактивных 452 человека были учениками или студентами, 406 — пенсионерами, 669 были неактивными по другим причинам.

## Достопримечательности
- Часовня Сен-Поликарп (IX век)
- Романская церковь Сент-Андеоль (XII век)
- Часовня Нотр-Дам-де-Шалон
- Часовня Нотр-Дам-де-Кузиньяк (XII век)
- Часовня Сен-Ферреоль
- Музей Рене Марготтона[англ.]

## Города-побратимы
- Моншау (Германия, с 1975)
- Альбертирша (Венгрия, с 1998)
- Гаджано (Италия, с 2002)

## Фотогалерея

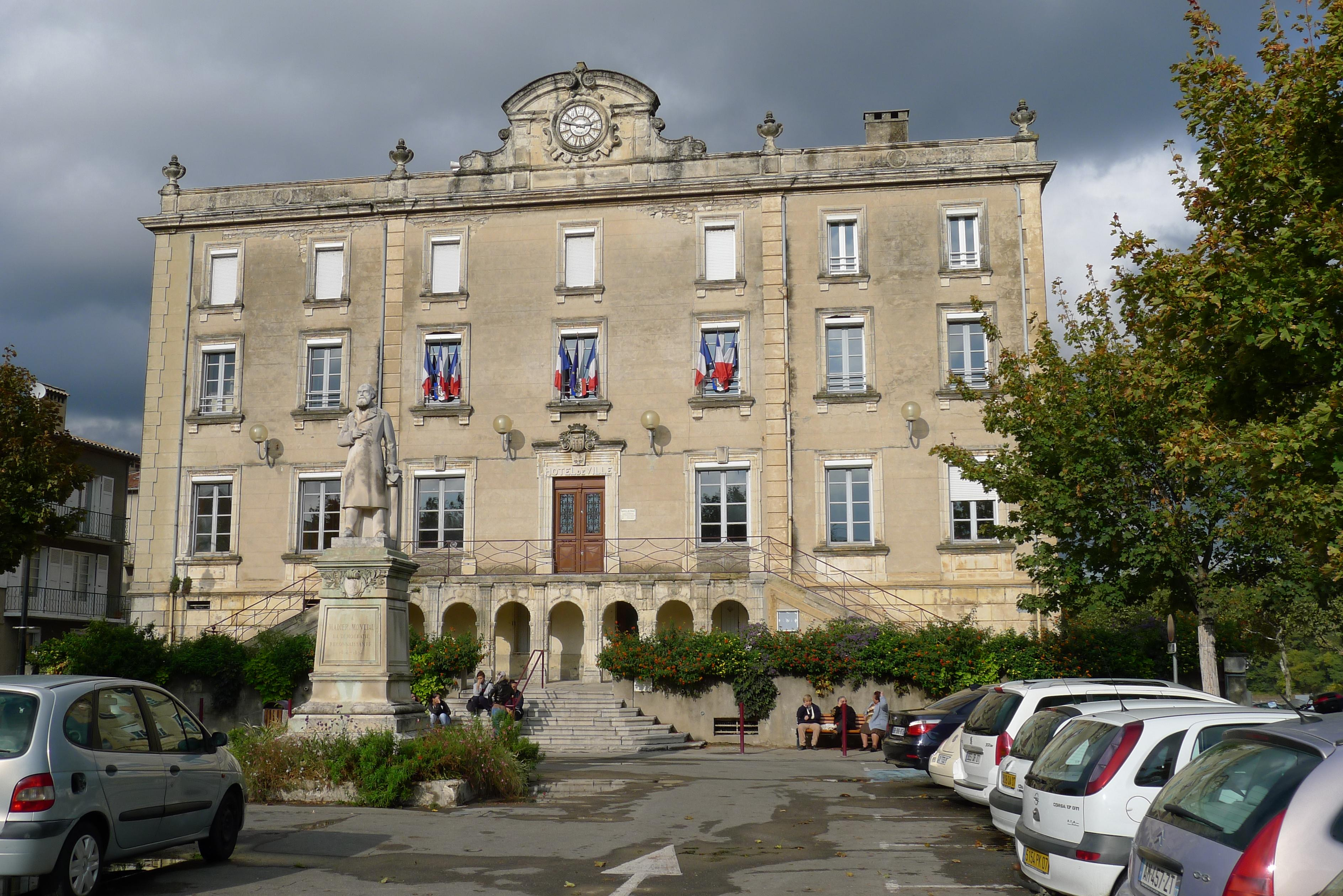
Мэрия
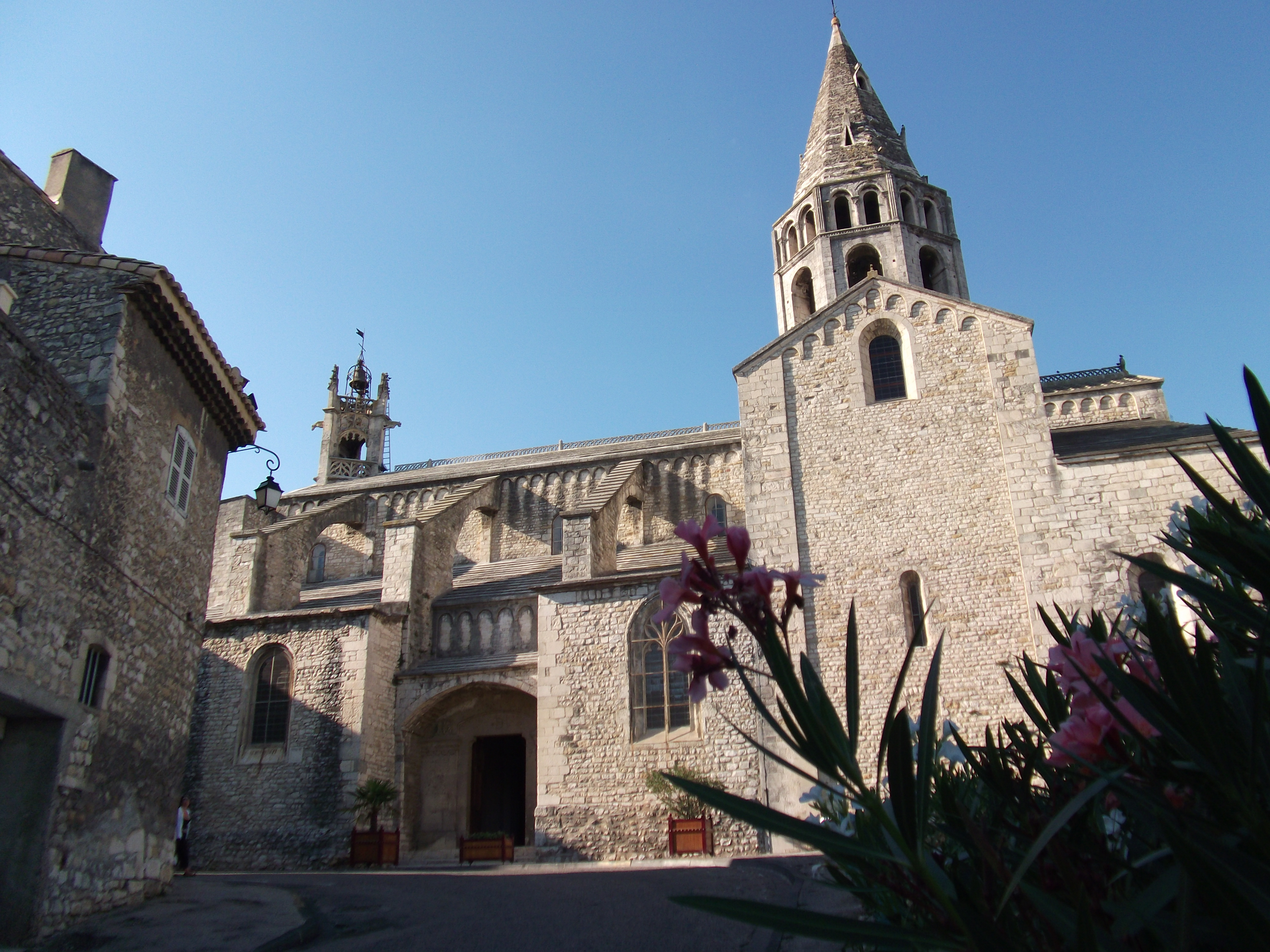
Церковь Сент-Андеоль
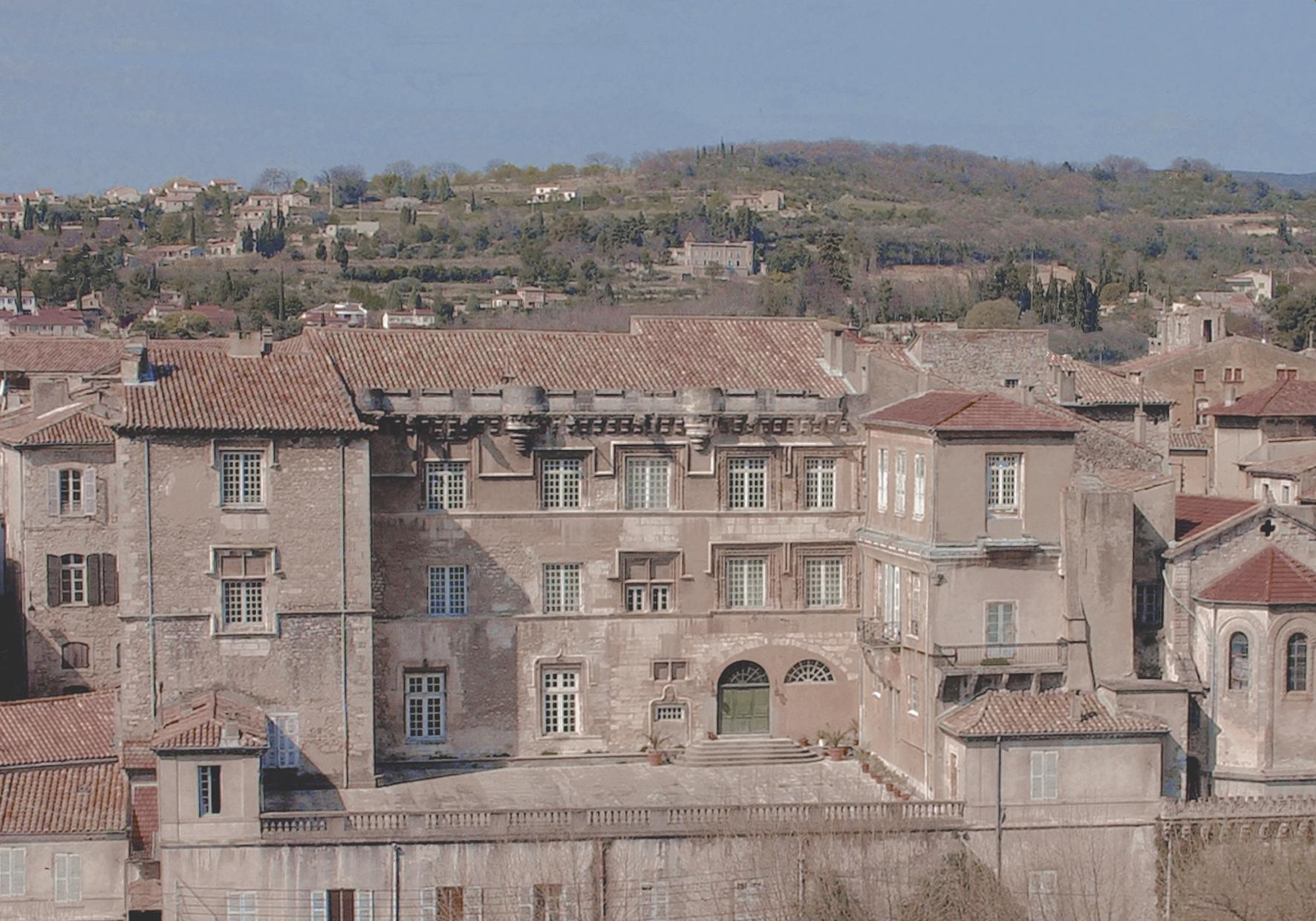
Музей Рене Марготтона
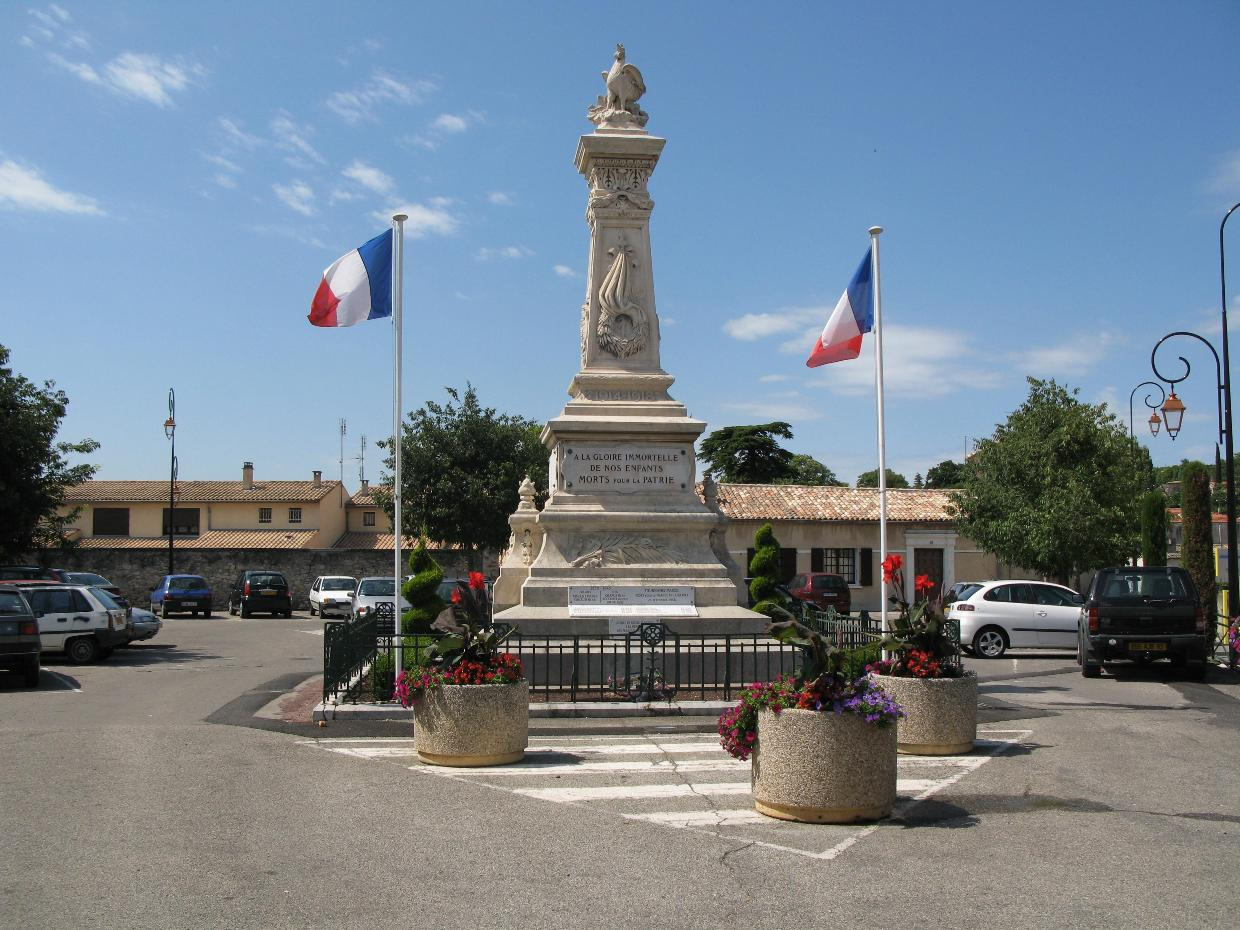
Памятник погибшим в Первой мировой войне
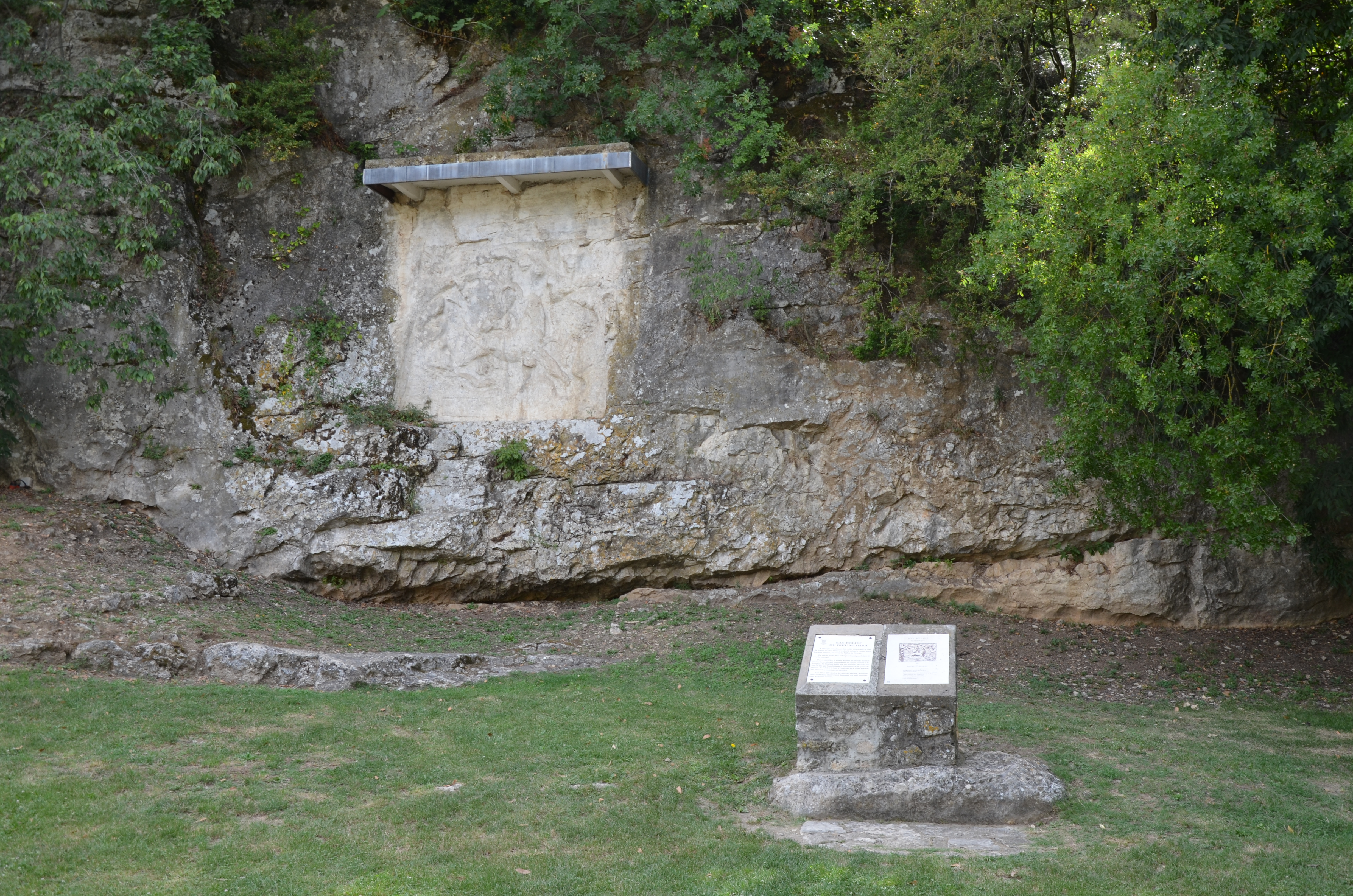
Барельеф, посвященный богу Митре